# Дубай — Аль-Мактум

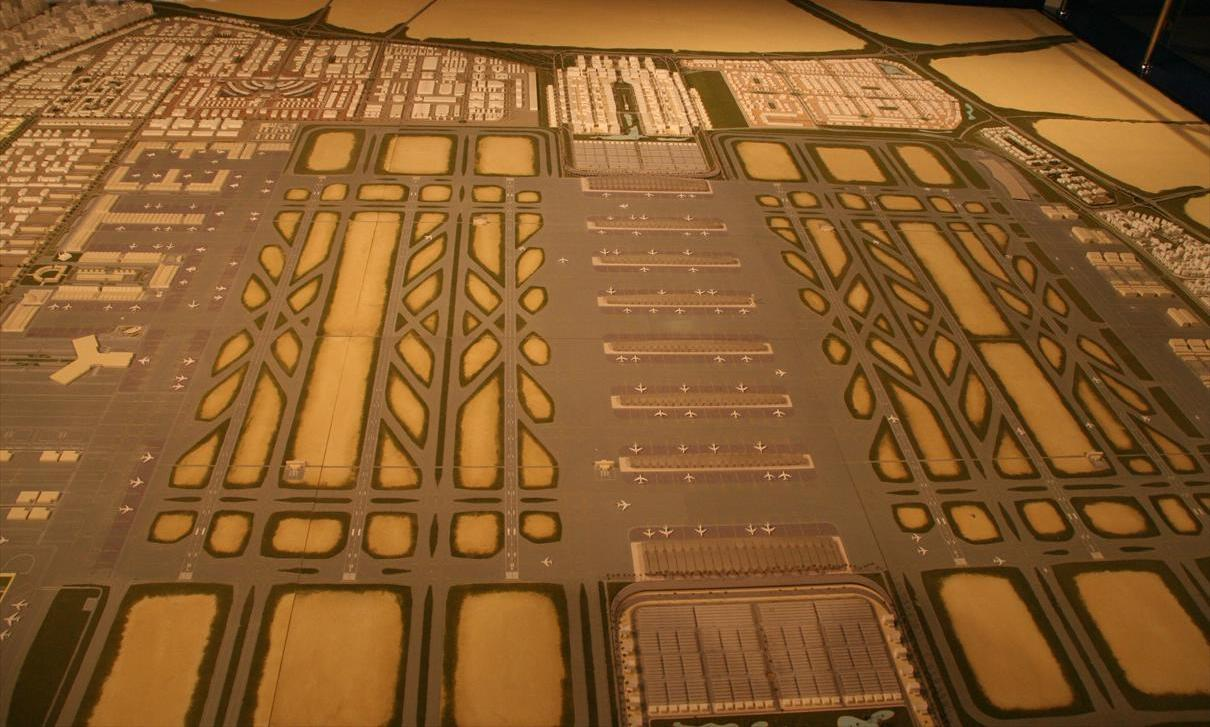
Масштабна модель аеропорту (2006 рік)

Міжнародний аеропорт Аль-Мактум (англ. Al Maktoum International Airport) (IATA: DWC, ICAO: OMDW) — аеропорт в Джебель-Алі, за 37 км на південний захід від міста Дубай (ОАЕ). Розташований в районі Dubai World Central. Відкрито 27 липня 2010 року. Свою назву отримав на честь правлячої родини Дубаю, з якої походив покійний шейх Дубай Мактум ібн Рашид аль-Мактум.
Пропускна здатність вузла після закінчення будівництва повинна становити 160 млн пасажирів на рік і 12-14 млн тонн вантажів на рік..

## Історія
Аеропорт планували відкрити вже в 2008 році, але терміни постійно зсувалися. До кінця 2007 року аеропорт встиг змінити кілька робочих імен: «Jebel Ali International Airport», «Jebel Ali Airport City» і «Dubai World Central International Airport», а своє офіційне ім'я отримав у листопаді 2007.

### Завершення першої фази будівництва
27 червня 2010 року завершилася перша фаза введення аеропорту в експлуатацію. Першими авіакомпаніями, що отримали обслуговування в новому аеропорту, стали Rus Aviation, Skyline і Aerospace Consortium. За підсумками завершення першої фази в аеропорту запущена одна злітно-посадкова смуга, здатна приймати літаки А380, 64 місця для стоянки літаків, один вантажний термінал пропускною здатністю до 250 тисяч тонн вантажу на рік і пасажирський термінал, який після запуску зможе обслужити близько п'яти млн пасажирів в рік. 

### Початок експлуатації
23 лютого 2011 року Управління цивільної авіації ОАЕ (GCAA) завершило перевірку заходів захисту і забезпечення безпеки, стандартних оперативних процедур і загальний огляд міжнародного аеропорту Аль-Мактум, після чого видала сертифікат, що підтверджує право обслуговування повітряних перевезень загального призначення, як вантажних, так і пасажирських. 

## Інфраструктура
Аеропорт буде найбільшим компонентом Dubai World Central з площею понад 140 квадратних кілометрів (54 квадратних милі). Якщо будівництво завершиться, як планувалося, то аеропорт матиме річний вантажопотік 12 млн тонн (12000000 довгих тонн; 13000000 коротких тонн) і пасажиромісткість до 160 мільйонів чоловік на рік. Це зробило б його найбільшим аеропортом у світі, як по фізичним розмірам, так і по обсягам пасажирських перевезень.
Міжнародний аеропорт Аль-Мактум має намір приймати всі типи повітряних суден. До чотирьох літаків одночасно зможуть виконати приземлення.
Аеропорт буде включати в себе:
- Три пасажирських термінали; один виділений для Emirates, другий для інших авіакомпаній, а третій для низькобюджетних перевізників.
- Кілька конкорсів
- Центр урядових і королівських перевезень
- Готелі та торгові центри
- Об'єкти підтримки і технічного обслуговування: єдиний в регіоні хаб для A-, B- і C-перевірок на всіх типах повітряних суден, включаючи Airbus А380.